# Copris subdolus
Copris subdolus är en skalbaggsart som beskrevs av Vladimir Balthasar 1958. Copris subdolus ingår i släktet Copris och familjen bladhorningar. Inga underarter finns listade i Catalogue of Life.